# 利州 (西魏)
利州是中国古代的州，位于现在的四川省广元市。
西魏废帝元钦三年（554年）改西益州置为利州，治所在兴安县（隋朝改为绵谷县，今四川省广元市西北），唐朝属山南道、山南西道、山南西道节度使。天宝元年（742年），改为益昌郡，乾元元年（758年）复改为利州。宋朝辖境相当今四川省广元市、旺苍县等地。宋朝属于利州路。元朝至元十四年（1277年）改为广元路，明朝为利州卫，清朝为广元县。

## 行政区划
| 隋代行政区划变遷 | 隋代行政区划变遷            | 隋代行政区划变遷 | 隋代行政区划变遷 | 隋代行政区划变遷 | 隋代行政区划变遷     | 隋代行政区划变遷 | 隋代行政区划变遷                                 |
| 区划             | 開皇元年                    | 開皇元年         | 開皇元年         | 開皇元年         | 開皇元年             | 区划             | 大業3年                                          |
| ---------------- | --------------------------- | ---------------- | ---------------- | ---------------- | -------------------- | ---------------- | ------------------------------------------------ |
| 州               | 利州                        | 利州             | 利州             | 利州             | 沙州                 | 郡               | 義城郡                                           |
| 郡               | 晋寿郡                      | 新巴郡           | 恩金郡           | 宋熙郡           | 平興郡               | 县               | 綿谷县 益昌县 義城县 葭萌县 嘉川县 歧坪县 景谷县 |
| 县               | 興安县 益昌县 義城县 晋安县 | 新巴县           | 恩金县           | 嘉川县 歧坪县    | 平興县 白水县 魚盤县 | 县               | 綿谷县 益昌县 義城县 葭萌县 嘉川县 歧坪县 景谷县 |

| 唐朝利州辖县 | 唐朝利州辖县                                                                     |
| ------------ | -------------------------------------------------------------------------------- |
| 618年        | 绵谷县、嘉川县、义城县（改为义清县）、歧坪县、葭萌县、益昌县、景谷县             |
| 621年        | 绵谷县、嘉川县、义清县、歧坪县、葭萌县、益昌县（景谷县改属沙州）                 |
| 624年        | 绵谷县、嘉川县、葭萌县、益昌县（歧坪县、义清县改属西平州）                       |
| 625年        | 绵谷县、嘉川县、葭萌县、益昌县（三泉县来属）                                     |
| 627年        | 绵谷县、嘉川县、葭萌县、益昌县、三泉县（景谷县来属）                             |
| 628年        | 绵谷县、葭萌县、益昌县、三泉县、景谷县（歧坪县、义清县来属，嘉川县改属静州）     |
| 643年        | 绵谷县、葭萌县、益昌县、三泉县、景谷县、歧坪县、义清县（嘉川县来属）             |
| 735年        | 绵谷县、葭萌县、益昌县、三泉县、景谷县、嘉川县、义清县（歧坪县改属阆州）         |
| 742年        | 绵谷县、葭萌县、益昌县、义清县（改为胤山县）、景谷县、嘉川县（三泉县改属汉中郡） |
| 765年        | 绵谷县、葭萌县、益昌县、胤山县、景谷县（嘉川县改属集州）                         |
| 885年        | 绵谷县、葭萌县、益昌县、胤山县（废除景谷县）                                     |

## 刺史
唐朝利州刺史
- 李琛（618年—619年）
- 元白泽（武德年间）
- 崔世枢（武德年间）
- 罗寿（武德末年—627年）
- 李孝常（627年）
- 武士彟（627年—631年）
- 白士通（631年—632年）
- 高甑生（634年—635年）
- 姜行基（贞观年间）
- 夏侯绚（648年—650年）
- 万俟某（658年之前）
- 周仁廓（唐高宗时）
- 骞基（唐高宗时）
- 萧釴（唐高宗时）
- 鲜于匡绍（唐高宗、武后之间）
- 李元名（689年）
- 于知微（695年）
- 崔玄籍（697年）
- 唐瑊（武周时）
- 毕某（712年）
- 王山辉（唐中宗时）
- 屈突季将（730年）
- 程思奉（开元年间）
- 益昌郡太守
- 颜真卿（762年，未任）
- 崔宁（762年—765年）
- 陈璋（大历年间）
- 赵儋（大历年间）
- 唐良臣（建中末年，未任）
- 赵珉（贞元初年）
- 狄博济（793年之前）
- 沈长源（贞元年间）
- 李道古（元和初年）
- 王仲周（元和年间）
- 郭曥（宝历、大和年间）
- 李行枢（开成年间）
- 崔朴（会昌初年）
- 姚克柔（851年）
- 杜仓（857年）
- 安从义（咸通年间）
- 王珙（886年之前）
- 王建（886年—887年）
- 李继颙（895年）
- 苏文建（897年）
- 李继忠（902年）
- 王宗伟（902年）
- 李建永
- 李玄成